# 글로리아 (가수)
글로리아(불가리아어: Глория, 영어: Gloria, 1973년 6월 28일 ~ )는 불가리아의 가수이다.